# Amtsgericht Falkenburg
Das Amtsgericht Falkenburg war ein preußisches Amtsgericht mit Sitz in Falkenburg, Provinz Pommern.

## Geschichte
In Falkenburg bestand von 1849 bis 1879 die Gerichtskommission Falkenburg des Kreisgerichts Dramburg. Das königlich preußische Amtsgericht Falkenburg wurde mit Wirkung zum 1. Oktober 1879 als eines von 14 Amtsgerichten im Bezirk des Landgerichtes Stargard im Bezirk des Oberlandesgerichtes Stettin gebildet. Der Sitz des Gerichtes war Falkenburg. Sein Gerichtsbezirk umfasste aus dem Kreis Dramburg den Stadtbezirk Falkenburg und die Amtsbezirke Eichenberge, Falkenburg, Jägershorst, Linichen, Plagow, Sabin, Virchow und Alt-Wuhrow. Am Gericht bestand 1880 eine Richterstelle. Das Amtsgericht war damit ein kleines Amtsgericht im Landgerichtsbezirk. Gerichtstage in Groß-Linichen gehalten.
Im Jahre 1945 wurden der größte Teil Pommerns, darunter der Sprengel des Amtsgerichtes Falkenburg, unter polnische Verwaltung gestellt und die deutschen Bewohner vertrieben. Damit endete die Geschichte des Amtsgerichts Falkenburg.